# Dysdera presai
Dysdera presai es una especie de arañas araneomorfas de la familia Dysderidae.

## Distribución geográfica
Es endémica del sudeste de la península ibérica (España).